# Óblast de Transcarpacia
El óblast de Transcarpacia o Transcarpatia (en ucraniano: Закарпа́тська о́бласть, Zakarpats'ka oblast) es una óblast del sudoeste de Ucrania. Su capital es Úzhgorod; otras ciudades importantes son Mukáchevo y Chop.

## Historia
Entre el siglo X y noviembre de 1918, Transcarpatia fue parte del reino de Hungría y posteriormente pasó a manos de Checoslovaquia. La región fue independiente brevemente desde octubre de 1938 como Ucrania de los Cárpatos, antes de ser ocupada por Hungría en marzo de 1939 hasta el final de la Segunda Guerra Mundial en 1945, cuando se incorporó a la Unión Soviética dentro de la República Socialista Soviética de Ucrania.
Aunque los ucranianos son mayoritarios, también hay importantes poblaciones de húngaros (20,1 % de la población, mayoritarios en las zonas fronterizas), rusinos (2,5 %), rumanos (2,6 %), eslovacos (0,5 %) y gitanos (1,1 %).
La economía está basada en los intercambios con los países vecinos, viñedos y madera.

## Sinonimia
Otros nombres con los cuales se conoce a Transcarpacia son: Zakarpatya, Zakarpatia, Transcarpatia o Rutenia subcarpática. En otros idiomas la óblast es conocida como:
- Rusino: Подкарпатьска област, transliterado Podkarpat’ska oblast.
- Húngaro: Kárpátontúli terület, Kárpátalja
- Eslovaco: Podkarpatská Rus
- Rumano: Regiunea Subcarpația, pronunciado [red͡ʒiˈune̯a subkarˈpat͡si.a]
- Ruso: Закарпатская область, transliterado Zakarpatskaya oblast.

## Geografía
Limita al norte con la óblast de Leópolis, al este con la óblast de Ivano-Frankivsk, al sur con Rumania, al sudoeste con Hungría, al oeste con Eslovaquia y al noroeste con Polonia (voivodato de Subcarpacia).

## Principales ciudades
Las mayores ciudades de la provincia son:
- Úzhgorod
- Mukachevo
- Just
- Beregove
- Vinohrávid
- Svaliava
- Rajiv
- Tiachiv
- Mizhhiria
- Irshava
- Velykyy Bychkiv
- Solotvyno
- Dubove
- Velyki Luchky
- Chop
- Ilnytsia
- Bushtyno